# Direkt (Band)
Direkt ist eine deutsche Rockband aus den 1980er-Jahren. Zu den bekanntesten Werken der Band zählen die Titel Schweine im Weltall und Mädchen ich mag Dich.

## Bandgeschichte
Direkt entstand aus Mitgliedern der Gruppe Gentle Breeze, die bis Ende der 70er-Jahre als eine der Pioniere der Sulinger Musikszene spielte.
Gunter Koop (Bass), Peter Martins (Schlagzeug) und Harald Haberecht (Keyboards) holten sich Veit Bringer (Gitarre) und Jürgen Biermann (Gesang) dazu und erarbeiteten ein komplett neues, deutschsprachiges Programm. Die Texte behandelten größtenteils Themen des aktuellen Zeitgeschehens. Einige Texte, wie z. B. Braune Gestalten sind aber auch heute noch aktuell.
Im Studio von Klaus Schulze entstanden 1980 die Aufnahmen der Stücke  Aufgewacht am Montag morgen und Goodbye Ruth. Diese sollten die ersten Singleauskopplungen einer neuen LP werden, doch durch einen schweren Verkehrsunfall fiel Peter Martins längerfristig aus und Burchard Gonko übernahm das Schlagzeug. Die LP-Produktion wurde erst einmal auf Eis gelegt.
Im gleichen Jahr wurde das Stück Mädchen ich mag dich komponiert. Hierbei handelt es sich um eine softe Rockballade, die für ein Saxophonsolo wie geschaffen ist. Für dieses Stück wurde Lars Graner (Saxophon) dazugeholt. In den folgenden Monaten wurde das Saxophon dann fester Bestandteil des Sounds der Band.
Nach gut 2 Jahren Zusammenarbeit trennte man sich wieder von Burchard, das Schlagzeug übernahm 1983 Dirk Behrmann.
1984/1985 spielte Direkt zwölf Stücke für die erste LP im Tonstudio von Gerd Knüttel ein. Das Album wurde jedoch nicht veröffentlicht, da sich die Band kurz nach Fertigstellung der Aufnahmen trennte.
In der Zeit von 1980 bis 1986 war Direkt im norddeutschen Raum auf vielen Open-Air-Festivals und bei vielen Club-Konzerten zu sehen. So spielte Direkt unter anderem auf dem Pfingst-Festivals in Sulingen (1982), dem Bruchhausen-Festival (1983) und auf den Festivals in Bad Zwischenahn (1983) und Mölln aber auch in vielen Clubs und auf Stadtfesten.
Bei einer privaten Feier 2009 wurde Gunter Koop von den 5 anderen Musikern mit einem Kurzkonzert überrascht. Seitdem probt Direkt wieder und spielte 2012 auf dem Reload Festival in Sulingen das erste öffentliche Konzert nach langer Bühnenabstinenz. Ein weiteres Wiedersehen gab es bei der Neuauflage des Reload Festival 2013.
Im Mai 2016 verließ der Schlagzeuger Dirk Behrman die Band. Als Nachfolger wurde Thomas Baier neues Bandmitglied.
Am 9. Februar 2025 verstarb Veit Bringer in einem Bremer Krankenhaus nach kurzer, schwerer Krankheit mit nur 61 Jahren.

## Diskografie
- Schweine im Weltall (1985, ohne Veröffentlichung)